# Lepidopus
Lepidopus è un genere di pesci ossei marini appartenente alla famiglia Trichiuridae.

## Distribuzione e habitat
I membri del genere si incontrano nell'Oceano Atlantico e nel Pacifico. L. caudatus è comune nel mar Mediterraneo.

## Specie
- Lepidopus altifrons
- Lepidopus calcar
- Lepidopus caudatus
- Lepidopus dubius
- Lepidopus fitchi
- Lepidopus manis[1]